# Özbas Szofi
Özbas Szofi (Szolnok, 2001. október 19. –) világbajnoki bronzérmes, Európa-bajnok magyar cselgáncsozó.

## Sportpályafutása
2017 júliusában, a litvániai ifjúsági Európa-bajnokságon aranyérmes lett az 52 kilogrammosok mezőnyében. A döntőben az izraeli Gefen Primót győzte le. A Győrben rendezett 2017. évi nyári európai ifjúsági olimpiai fesztiválon bronzérmes lett az 52 kilogrammosok mezőnyében, a novemberi U23-as Európa-bajnokságon pedig ötödik helyezést ért el.
A 2018-as nyári ifjúsági olimpiai játékokon a 63 kilogrammosok mezőnyében versenyezve újabb aranyérmet szerzett, ezúttal tunéziai ellenfelét győzve le a döntőben.
2019 augusztusában a finnországi Vantaa városában megrendezett junior Európa-bajnokságon aranyérmet szerzett a 63 kilogrammosok mezőnyében. A kontinensbajnoki címig vezető úton legyőzte többek között a szlovén Zarja Tavcart és az ifjúsági világbajnokságon korábban ezüstérmes lengyel Natalia Kropskát is. A döntőben a német Anabelle Winziggel mérkőzött meg, akit végül egy ipponnal múlt felül. Két hónappal később a Marrákesben megrendezett junior-világbajnokságon szintén aranyérmet szerzett. Ezzel Szabó Brigitta 2005-ben elért eredményeihez hasonlóan egyazon évben lett korosztályában Európa- és világbajnok is, Özbas mindezt 17 éves korában, elsőéves juniorként érte el, amire korábban sohasem volt képes senki sem a sportág történetében a magyar versenyzők közül. November 2-án az Izsevszkben rendezett U23-as Európa-bajnokságon aranyérmes lett a 63 kilogrammosok mezőnyében.
2020 októberében a hazai rendezésű olimpiai kvalifikációs Grand Slamen bronzérmet szerzett. 2021 júniusában a hazai rendezésű világbajnokságon 7. lett. A tokiói olimpián 2. mérkőzésén kikapott az olasz Maria Centracchiótól, és kiesett. Az októberi junior világbajnokságon ötödik, a novemberi U23-as Európa-bajnokságon harmadik lett. 2022 februárjában átigazolt a Budapesti Honvéd Sportegyesülethez. A 2022-es Európa-bajnokságon harmadik lett.
A 2023-as világbajnokságon a dobogó harmadik fokára állhatott fel. Az Európa-bajnokságon ötödik lett.
A 2024-es párizsi olimpián váltósúlyban az első mérkőzését megnyerte a cseh Renata Zachová ellen, azonban a nyolcaddöntőben iponnal kikapott a kanadai Catherine Beauchemin-Pinardtól.

## Eredményei
Magyar bajnokság
52 kg
- aranyérmes: 2016

63 kg
- ezüstérmes: 2019

70 kg
- aranyérmes: 2022, 2023

## Díjai, elismerései
- Az év magyar cselgáncsozója (2019,[17] 2022,[18] 2023[19])